# Unleashed in Japan 2013: The Second Show
Unleashed in Japan 2013: The Second Show è il primo DVD del gruppo musicale statunitense The Winery Dogs, pubblicato il 15 gennaio 2014 dalla WHD Entertainment.

## Il disco
Pubblicato esclusivamente per il mercato giapponese, la pubblicazione (come intuibile dal titolo) racchiude il secondo concerto in assoluto del gruppo tenuto il 17 luglio 2013 a Tokyo.

## Tracce

### DVD
1. Elevate
2. We Are One
3. Criminal
4. One More Time
5. Time Machine
6. Damaged
7. Six Feet Deeper
8. Mike Portnoy's Drum Solo
9. The Other Side
10. Billy Sheehan's Bass Solo
11. You Saved Me
12. Not Hopeless
13. Stand (Richie Kotzen's Solo)
14. You Can't Save Me
15. Shine
16. I'm No Angel
17. The Dying
18. Regret
19. Fooled Around and Fell in Love
20. Desire

### CD
CD 1
1. Elevate
2. We Are One
3. Criminal
4. One More Time
5. Time Machine
6. Damaged
7. Six Feet Deeper
8. Mike Portnoy's Drum Solo
9. The Other Side
10. Billy Sheehan's Bass Solo
11. You Saved Me
12. Not Hopeless

CD 2
1. Stand (Richie Kotzen's Solo)
2. You Can't Save Me
3. Shine
4. I'm No Angel
5. The Dying
6. Regret
7. MC
8. Fooled Around and Fell in Love
9. Desire

## Formazione
- Richie Kotzen – voce, chitarra
- Billy Sheehan – basso, voce
- Mike Portnoy – batteria, voce

## Unleashed in Japan 2013
Il 22 gennaio 2014, pochi giorni dopo l'annuncio dell'edizione speciale di The Winery Dogs, il gruppo ha rivelato che il secondo disco dell'edizione speciale, contenente parte dell'audio del concerto immortalato in Unleashed in Japan 2013: The Second Show, sarebbe stato pubblicato singolarmente per il download digitale.
Re-intitolato Unleashed in Japan 2013, il disco è stato pubblicato dalla Loud & Proud Records il 15 aprile 2014.

### Tracce
1. Elevate – 5:08
2. Criminal – 5:08
3. Time Machine – 4:56
4. I'm No Angel – 4:02
5. Not Hopeless – 6:11
6. Stand – 4:43
7. You Can't Save Me – 2:04
8. Shine – 4:41
9. Fooled Around and Fell in Love – 5:38
10. Desire – 7:05